# Constantino Gaito
Constantino Vicente Gaito (Buenos Aires, 3 de agosto 1878) — (Buenos Aires, 14 de dezembro 1945) foi um compositor argentino.
Gaito estudou no Conservatório de Nápoles, formou-se como compositor, maestro e pianista. Desde 1900 viveu novamente em sua cidade natal.
Compôs, entre outros, dez óperas, três balés , uma oratória, quatro poemas sinfônicos, três suites, cinco aberturas, piano peças e canções, bem como livros didáticos.

## Obra
- I Doria, Opera, 1899-1902
- Shafras, Opera, 1904
- Caio Petronio, escenas romanas (Petronio), Opera, 1911-1914
- I paggi di sua Maestà, Opera, 1920
- Fior di neve (Flor de nieve), Opera, 1919
- Ollantay, Opera, 1925
- Cuadro campestre, Balet, 1926
- Edipo, Bühnenmusik, 1926
- Lázaro, Opera, 1927
- Antígona, Bühnenmusik, 1930
- La sangre de las guitarras, Opera, 1931
- La flor del Irupé, Balet, 1929
- La ciudad de las puertas de oro, Balet, 1947